# Institut bouddhiste de Larung Gar

L’Institut bouddhiste de Larung Gar.

L’Institut bouddhiste de Larung Gar (tibétain : བླ་རུང་ལྔ་རིག་ནང་བསྟན་སློབ་གླིང་།, Wylie : bla rung lnga rig nang bstan slob gling, pinyin tibétain : Larung Ngarig nangdän lobling, THL : la rung nga rik nang ten lob ling ou tibétain : གསེར་རྟ་བླ་རུང་ལྔ་རིག་ནང་བསྟན་སློབ་གླིང་, THL : ser ta la rung nga rik nang ten lob ling ; chinois : 喇荣五明佛学院 ; pinyin : Larong Wuming foxueyuan) est un institut fondé en 1980 par le lama nyingmapa Khenpo Jigme Phuntsok à Larung Gar, bourg-canton du xian de Sêrtar, dans la préfecture autonome tibétaine de Garzê, dans le Sichuan (République populaire de Chine).
L'institut bouddhique est un des plus grands au monde avec environ 10 000 moines en juin 2016,, dont une grande part de Chinois Han qui viennent recevoir à l'Institut des enseignements sur le bouddhisme dispensés en mandarin et spécifiquement conçus pour eux. Selon plusieurs ONG, 7 000 moines et nonnes ont été chassés de Larung Gar entre seulement 2016 et début 2020, mais les démolitions des bâtiments commencés en 2001.

## Historique
L’Institut bouddhiste de Larung Gar (tibétain : བླ་རུང་ལྔ་རིག་ནང་བསྟན་སློབ་གླིང་།, Wylie : bla rung lnga rig nang bstan slob gling, pinyin tibétain : Larung Ngarig nangdän lobling, THL : la rung nga rik nang ten lob ling ou tibétain : གསེར་རྟ་བླ་རུང་ལྔ་རིག་ནང་བསྟན་སློབ་གླིང་, THL : ser ta la rung nga rik nang ten lob ling ; chinois : 喇荣五明佛学院 ; pinyin : Larong Wuming foxueyuan), est un institut fondé en 1980 par le lama nyingmapa Khenpo Jigme Phuntsok à Larung Gar, bourg-canton du xian de Sêrtar, dans la préfecture autonome tibétaine de Garzê, dans le Sichuan (République populaire de Chine).
La popularité de l'institut s'accroît jusqu'à attirer 8 500 étudiants dont environ 1 000 originaires de la Chine continentale. En 1999, le « front uni du travail du Sichuan » fait pression sur lui au sujet de la question de son soutien au dalaï-lama et exige qu’il réduise le nombre des étudiants de l'institut.
En 2001, selon différentes sources journalistiques 5 000 à 8 000 personnes sont expulsées et 2 000 logements détruits,,. Khenpo Jigme Phuntsok aurait été emmené par les autorités, emprisonné puis placé en résidence surveillée à Chengdu. Il y décède le 7 janvier 2004 à 70 ans, à la suite d'une maladie cardiaque pour laquelle il devait être opéré dans un hôpital militaire.
Le 24 janvier 2012, selon l'organisation pro-tibétaine Free Tibet, de nouvelles violences entre manifestants tibétains et police font au moins deux morts dans la localité de Xian de Sêrtar. Les autorités annoncent que « des groupes séparatistes étrangers » ont pour objectif la déstabilisation du gouvernement. Selon des sources citées par la station américaine Radio Free Asia, « une sorte de loi martiale a été imposée ». Un bonze du monastère de Drakgo, contacté directement par l'Agence France-Presse, considère que 1000 à 2000 policiers ceinturent le monastère : « Nous soignons à l'intérieur du monastère 32 personnes blessées, dont deux dans un état critique. L'une a une balle dans le crâne. ».
L'institut fait l'objet d'un incendie, aux causes inconnues, en janvier 2014. Environ 150 cellules sont détruites mais on ne recense aucune victime.
Le gouvernement, affirmant réaliser des travaux de rénovation, entreprend la démolition de plus de 600 structures résidentielles à partir du 20 juillet 2016. Une nonne, Rinzin Dolma, se suicide par pendaison, laissant une note mettant en cause le harcèlement du gouvernement envers les Tibétains et donnant la vue de la destruction systématique de l'institut Larung Gar comme raison de son suicide. Le Département d'État américain exhorte le gouvernement chinois à « cesser toute action aggravant la tension » et appelle au respect de la liberté religieuse du peuple tibétain. Deux autres nonnes bouddhistes vivant à Larung Gar se suicident en août pour les mêmes raisons, et la tentative de suicide d'une autre femme peut être empêchée par des amis à la dernière minute, selon des sources tibétaines. 
Début octobre 2016, les autorités de Sertar expulsent plus de 2 000 nonnes étudiant à l'Académie bouddhiste de Larung Gar. Selon Dolma Tsering Teykhang, après la destruction d’une partie de l’institut bouddhiste de Larung Gar, cinq cents nonnes ont été envoyées en rééducation patriotique, elles auraient été forcées de chanter des « hymnes de loyauté au communisme ».
Réfutant les allégations de démolition du site et d'expulsion de ses résidents, le gouvernement du comté de Sertar déclare, en mai 2017, qu'il s'agit d'aménager le complexe bouddhiste afin de le mettre aux normes de sécurité et de santé publiques. Les cabanes en bois qui ont été démolies, l'ont été pour dégager des voies d'accès aux camions des pompiers ; les occupants ont été relogés dans une ville voisine. L'institut s'était construit et développé de façon anarchique et sans tenir compte des risques géologiques propres à cette région sujette aux tremblements de terre.
En août 2019, Tashi Wangmo, un chercheur tibétain du groupe de réflexion de l'administration centrale tibétaine, Tibet Policy Institute, écrit que des religieuses tibétaines expulsées de l'Institut bouddhiste de Larung Gar et de Yarchen Gar sont soumises à des violences psychologiques et sexuelles dans des centres de détention chinois.
Selon plusieurs ONG, 7 000 moines et nonnes ont été chassés de Larung Gar entre 2016 et début 2020. Pour la tibétologue Katia Buffetrille : « Les religieux qui sont à la tête de ces cités monastiques sont extrêmement charismatiques et ont un pouvoir spirituel sur de nombreux Tibétains et aussi Chinois. Ce qui est insupportable pour le parti communiste qui y voit une concurrence. Comme on le sait, il n’est pas admis qu’il y ait un autre pouvoir que le parti communiste » .